# UCAC (каталог)
UCAC (англ. USNO CCD Astrograph Catalog) — астрометрический звёздный каталог Военно-морской обсерватории США, основанный на наблюдениях ПЗС-астрографа USNO (англ. USNO CCD Astrograph (UCA)), начатых в 1998 году в обсерватории Серро-Тололо в Чили. Целью создания каталога было получение большей звёздной плотности (количество звёзд на квадратный градус) чем в каталоге GSC с точностью положения звёзд сравнимой с каталогом Tycho.

## UCAC-1
Первое предварительное издание каталога вышло в свет в марте 2000 года и его описание было опубликовано в журнале «The Astronomical Journal» в октябре того же года. Наблюдения, результаты которых вошли в каталог, проводились в одном диапазоне длин волн 579–642 нм с двойным покрытием звёздных полей, как с длинным, так и с коротким временем экспозиции каждого поля.
Содержит положение, собственное движение и их ошибки около 27.4 млн звёзд 80% южной полусферы неба (в основном до -15° по склонению, местами от -5.5° до -21°) в диапазоне блеска от 8 до 16 звёздных величин, наблюдавшихся в период до ноября 1999 года. Ошибки положения звёзд в каталоге составляют не более 20 угловых миллисекунд для звёзд с блеском от 10m до 14m в полосе R, и около 70 угловых миллисекунд для звёзд до 16m. Ошибки собственного движения составляют от 1 до 15″/год.
В электронной базе данных VizieR каталог зарегистрирован под номером I/268.
На момент публикации авторами ожидалось, что полное покрытие всей небесной сферы будет завершено к середине 2003 года.

## UCAC-2
Второе издание каталога было опубликовано на XXV Генеральной Ассамблее Международного астрономического союза в Сиднее в июле 2003 года. Полное описание каталога вышло годом спустя в журнале «The Astronomical Journal». Наблюдения, результаты которых вошли в каталог, проводились на 8-дюймовом (20-см) двойном астрографе, оснащённом ПЗС-камерой размером 4 килопикселей.
Содержит положение, собственное движение и их ошибки 48.366.996 звёзд с покрытием небесной сферы от -90° до +40° (местами до +52°) по склонению. Ошибки положения звёзд – от 15 до 70 угловых миллисекунд. Собственное движение звёзд взято из более 140 каталогов наземных и космических обсерваторий; их ошибки составили 1–3″/год для звёзд до 12m и 4–7″/год для звёзд до 16m.
Основные отличия от UCAC-1:
- большее покрытие небесной сферы
- уменьшенные систематические ошибки в ПЗС-наблюдениях (менее 10 угловых миллисекунд)
- позиции звёзд даны на стандартную эпоху J2000.0 в стандартной системе координат ICRS
- добавлены несколько новых каталогов с более точным собственным движением звёзд
- добавлена фотометрия в полосах J, H и K_s из обзора 2MASS
- данные представлены в бинарном формате для прямого доступа
- прилагается программное обеспечение на C/C++ для обеспечения быстрого пользовательского доступа к данным

В электронной базе данных VizieR каталог зарегистрирован под номером I/289.
UCAC-2 – последняя редакция каталога перед его выходом с покрытием всей небесной сферы. В следующее издание каталога ожидалось включить 80 млн звёзд в диапазоне блеска от 7.5m до 16.5m в полосе V.

## UCAC-3
Третье издание каталога было опубликовано на XXVII Генеральной Ассамблее Международного астрономического союза в Рио-де-Жанейро 10 августа 2009 года и 15 апреля 2010 года в журнале «The Astronomical Journal». Оно стало первым изданием этого каталога с полным покрытием всей небесной сферы. Наблюдения, результаты которых вошли в каталог, были завершены 17-18 мая 2004 года.
Содержит положение, собственное движение и их ошибки 100.766.420 звёзд в диапазоне блеска от 8m до 16m в полосе R. Ошибки положения звёзд – от 15 до 100 угловых миллисекунд, ошибки собственного движения звёзд – от 1 до 10″/год.
Основные отличия от UCAC-2:
- полное покрытие небесной сферы
- переобработаны данные с улучшенным моделированием
- разрешены двойных звёзд в рамках пределов данных
- улучшена ПЗС-фотометрия
- немного более глубокий предел по звёздной величине и, как следствие, большее количество звёзд на единицу площади
- уменьшенные систематические ошибки в ПЗС-наблюдениях
- добавлены несколько новых каталогов с более точным собственным движением звёзд
- добавлена фотометрия в полосах B, R и I из проекта SuperCosmos
- устранены наблюдения малых тел Солнечной системы
- идентифицировано больше звёзд с высоким собственным движением
- приведено в соответствие с расширением каталога 2MASS и с каталогом галактик LEDA[англ.]

Номенклатура звёзд в этом каталоге имеет вид 3UCzzz-nnnnnn, где 3UC – каталог UCAC-3, zzz – 3-значный номер зоны звезды, nnnnnn – 6-значный порядковый номер звезды в этой зоне.
В электронной базе данных VizieR каталог зарегистрирован под номером I/315.

## UCAC-4
Четвёртое (на момент выхода считавшееся финальным) издание каталога в его первой версии было создано в середине 2011 года, затем в августе 2012 года представлено на научных сессиях 8-й Комиссии по астрометрии во время XXVIII Генеральной Ассамблеи Международного астрономического союза в Пекине, и 14 января 2013 года опубликовано в журнале «The Astronomical Journal».
Содержит положение более 113 млн звёзд и собственное движение более 105 млн звёзд. Добавлена фотометрия в ближнем ИК-диапазоне из каталога 2MASS для 110 млн звёзд и в пяти полосах B, V, g, r, i из каталога APASS DR6 для 51 млн звёзд. Средняя ошибка положения – 15–100 угловых миллисекунд, средняя ошибка собственного движения – 1–10″/год в зависимости от блеска звезды и истории её наблюдений, систематическая ошибка собственного движения оценивается в 1–4″/год.
В электронной базе данных VizieR каталог зарегистрирован под номером I/315.
Преемником UCAC-4 условно считается каталог URAT-1, опубликованный в марте 2015 года.

## UCAC-5
Пятое издание каталога было опубликовано 20 марта 2017 года в журнале «The Astronomical Journal».
Включает в себя данные о собственном движении звёзд из каталога GAIA DR1 со средними ошибками 1–2″/год для звёзд 11m–15m и 5″/год для звёзд до 16m.
В электронной базе данных VizieR каталог зарегистрирован под номером I/340.